# Groenborstpitta
De groenborstpitta (Pitta reichenowi) is een vogelsoort uit de familie van pitta's (Pittidae). Deze vogel is genoemd naar de Duitse ornitholoog Anton Reichenow.

## Kenmerken
De groenborstpitta is 16,5 cm lang en lijkt erg op de Angolapitta. Het is een middelgrote pitta, donkergroen van boven, zwarte kruin, met een licht okerkleurige wenkbrauwstreep. Vlekken op de vleugeldekveren en de stuit zijn glanzend groenblauw. De borst is groen met een duidelijke afgrenzing waar de buik karmijnrood is.

## Leefwijze
De vogel heeft een verborgen leefwijze en wordt daarom niet vaak gezien. Zoals alle soorten pitta's leeft de groenborstpitta op de bodem van dichte bossen.

## Verspreidingsgebied
De groenborstpitta komt voor van westelijk Kameroen tot zuidelijk Oeganda en centraal Congo-Kinshasa.

## Status
De grootte van de populatie is niet gekwantificeerd, maar er is geen aanleiding te veronderstellen dat de soort bedreigd wordt in zijn voortbestaan, daarom staat de groenborstpitta als niet bedreigd op de Rode Lijst van de IUCN.